# Жозе Феррас де Алмейда Жуніор

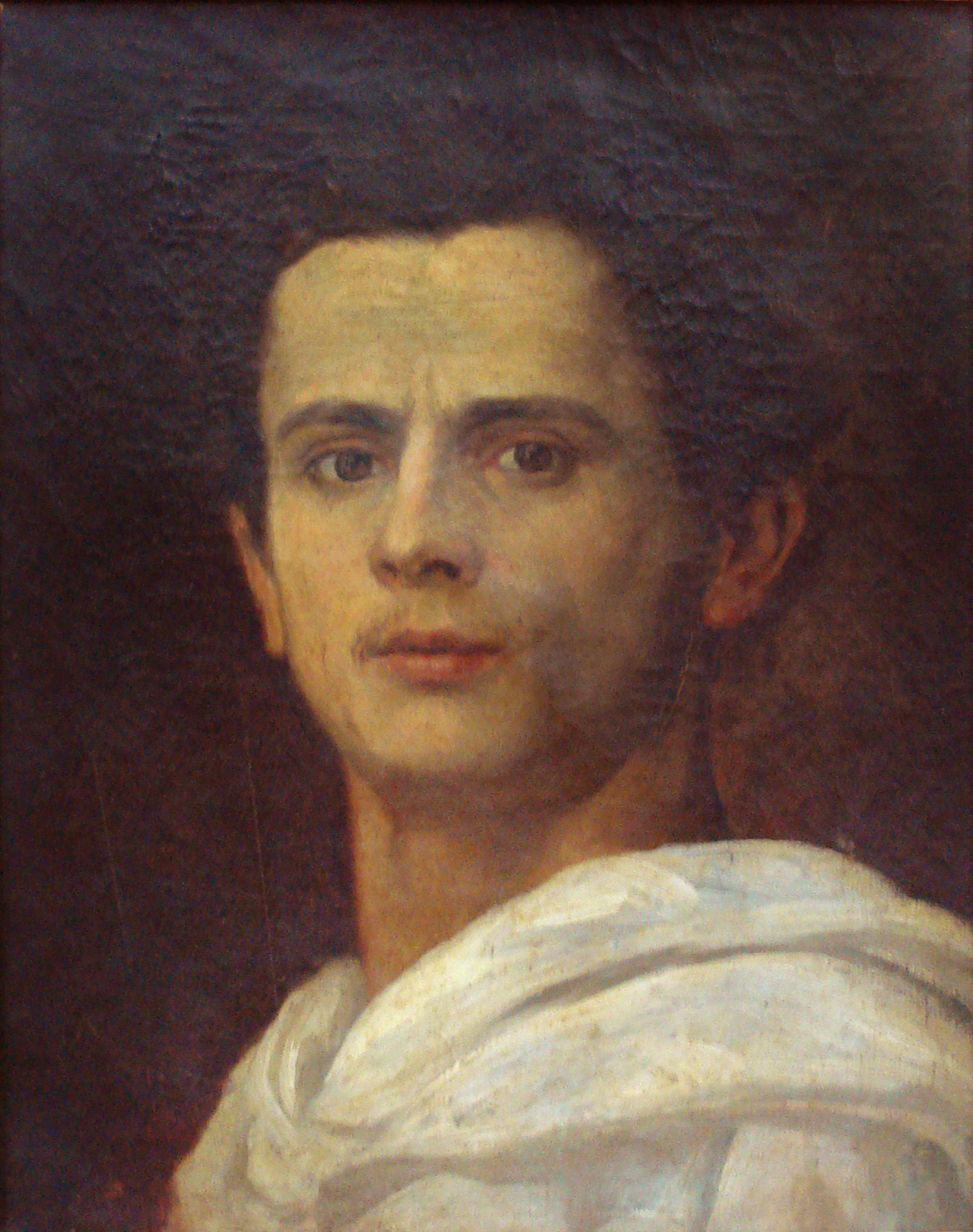
Автопортрет

Жозе Феррас де Алмейда Жуніор (порт. José Ferraz de Almeida Júnior; 8 травня 1850, Іту, штат Сан-Паулу, Бразилія — 13 листопада 1899, штат Сан-Паулу, Бразилія) — бразильський художник, більш відомий як Алмейда Жуніор.

## Біографія
Художня кар'єра почалася під час роботи дзвонарем у церкві «Богоматері Канделаріі» (порт. Igreja Matriz de Nossa Senhora da Candelária), коли були створені кілька невеликих творів на релігійну тему. Головний священик церкви був вражений роботами художника-аматора і провів збір коштів, щоб Жуніор зміг поїхати в Ріо-де-Жанейро для отримання уроків живопису. У 1869 році він поступив в академію Academia Imperial de Belas Artes, де навчався з Віктором Мейреллісом і Педру Америку. Після закінчення академії повернувся в Іту і створив там власну студію, хоча міг боротися за нагороду — поїздку на навчання до Європи.
До Європи потрапив в 1876 році, коли під час відвідування штату Сан-Паулу імператор Педру II побачив роботи художника і під їх враженням запропонував фінансову підтримку, нагородивши художника, згідно з королівським указом, щомісячною сумою в 300 франків для навчання в Парижі. Алмейда оселився на Монмартрі і вступив у Школу витончених мистецтв (фр. École des Beaux-Arts), ставши одним із студентів Олександра Кабанеля. Брав участь у чотирьох Паризьких салонах. Перебував у Парижі до 1882, потім, після короткої поїздки до Італії, повернувся до Бразилії, де представив роботи, створені під час перебування в Європі.
Наступного року відкрив студію в Сан-Паулу, багато писав і давав уроки живопису. У 1884 році експонував свої роботи на Exposição Geral de Belas Artes і був удостоєний вищого лицарського ордену Бразильської імперії — ордена Троянди.
Через рік отримав запрошення Віктора Мейрелліса на посаду професора історичного живопису в академії, але відмовився, воліючи залишатися і працювати в Сан-Паулу.
У період з 1887 по 1896 роки здійснив ще три поїздки до Європи. Став все частіше звертатися до біблійних темах, отримавши в 1898 році золоту медаль Академії.
Був зарізаний своїм кузеном José de Almeida Sampaio.

## Галерея

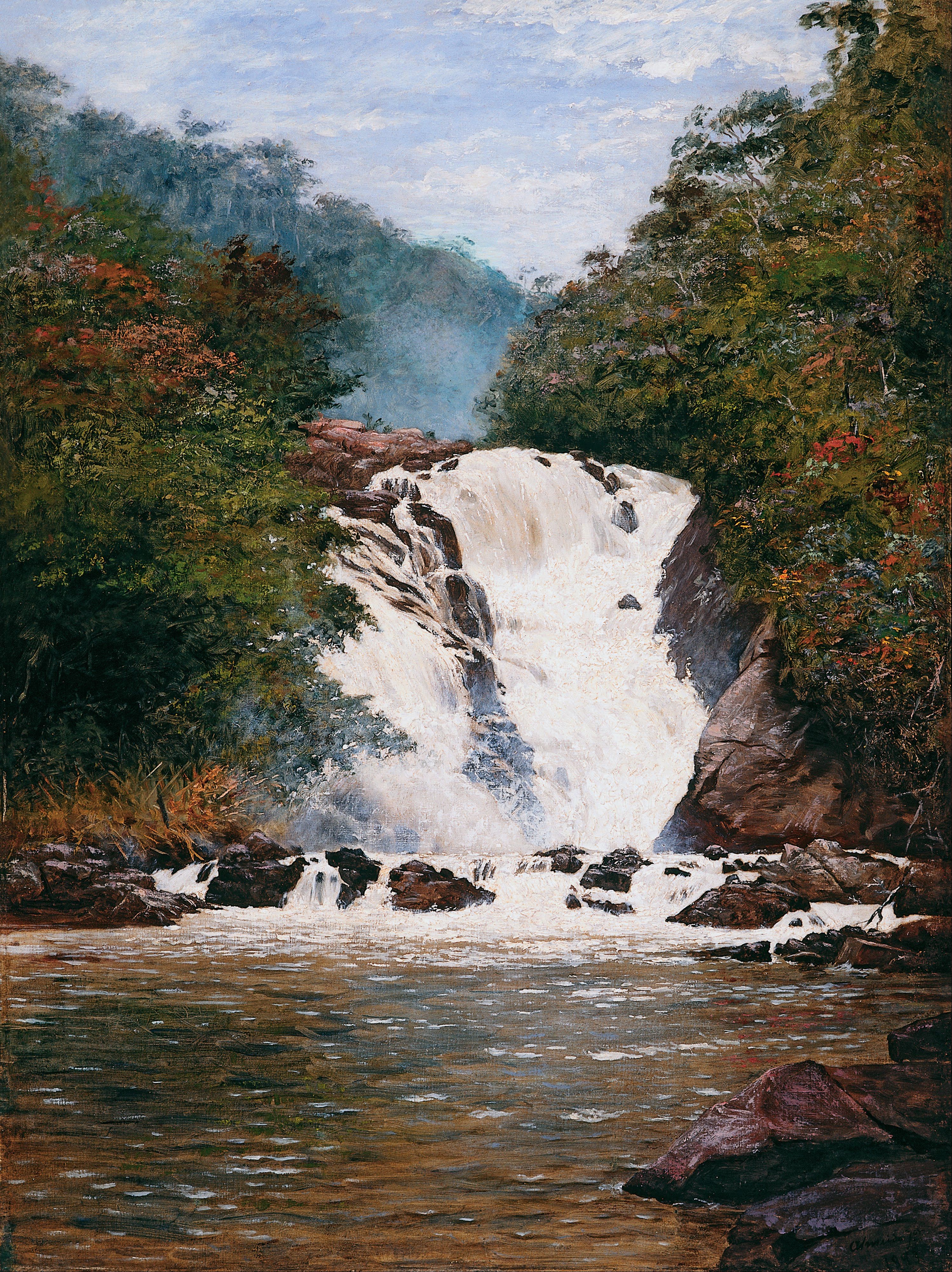
Водоспад Воторанті́м (порт. Cascata do Votorantim)
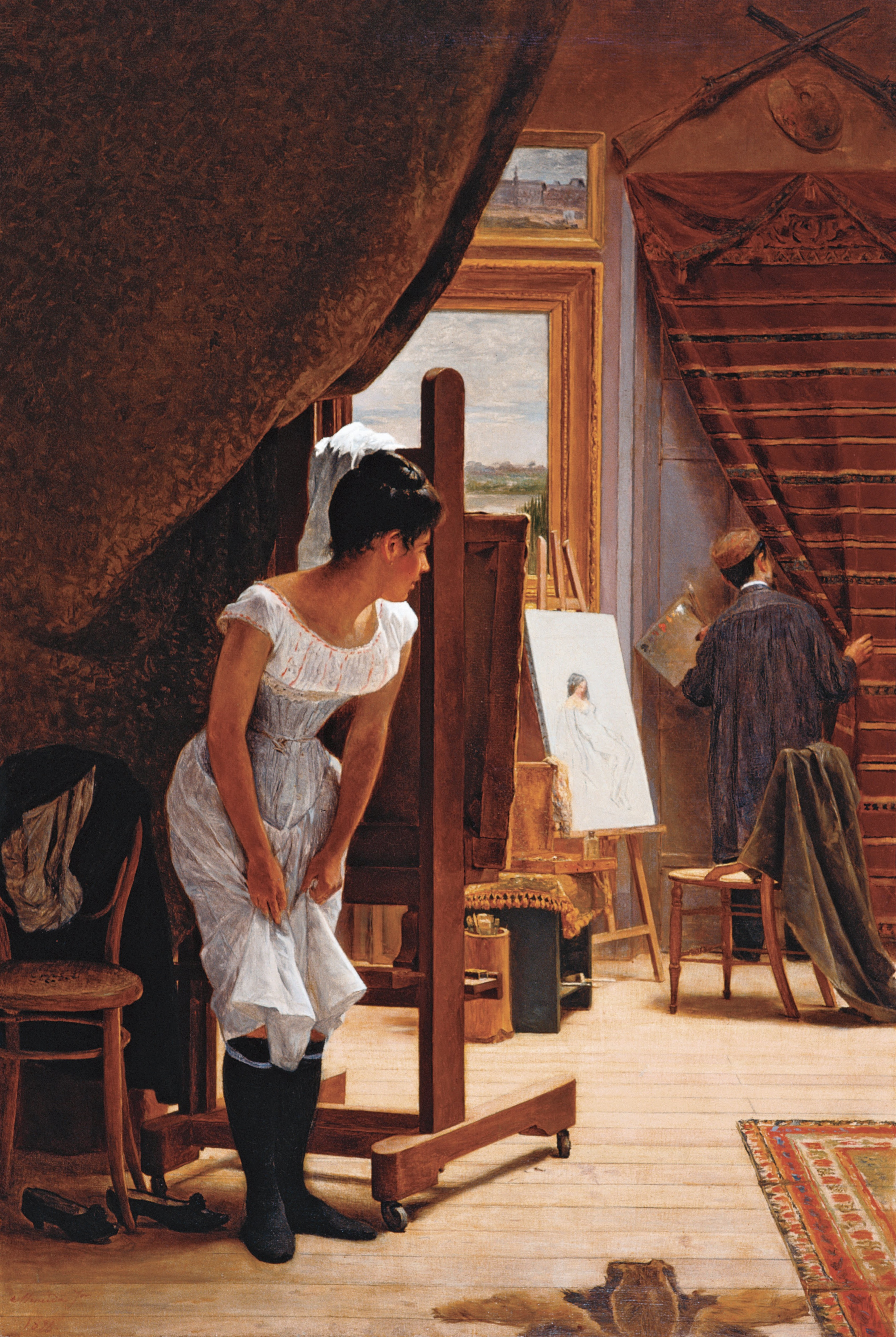
Докучливий (порт. O importuno), 1898
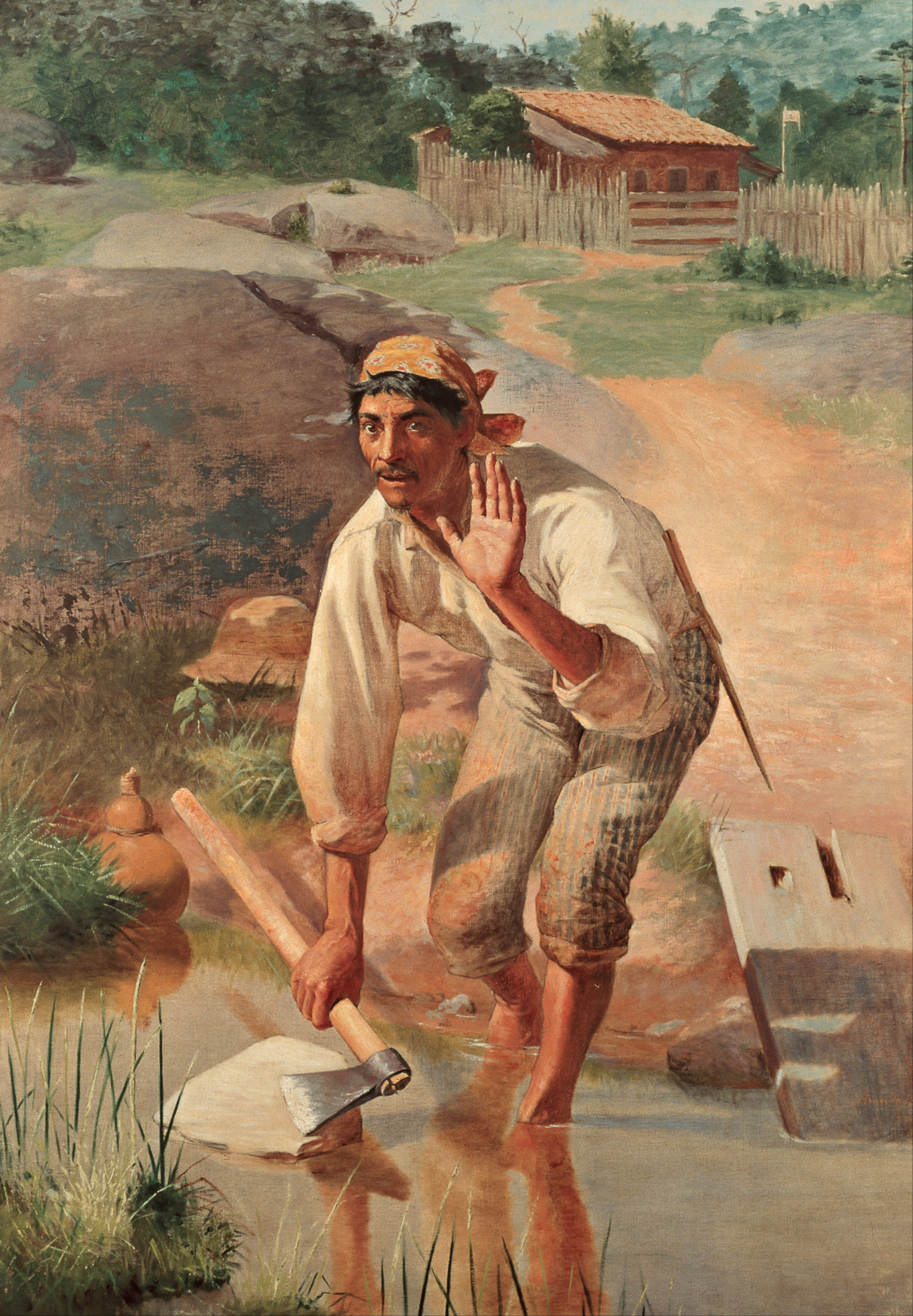
Перерване гостріння (порт. Amolação interrompida), 1894
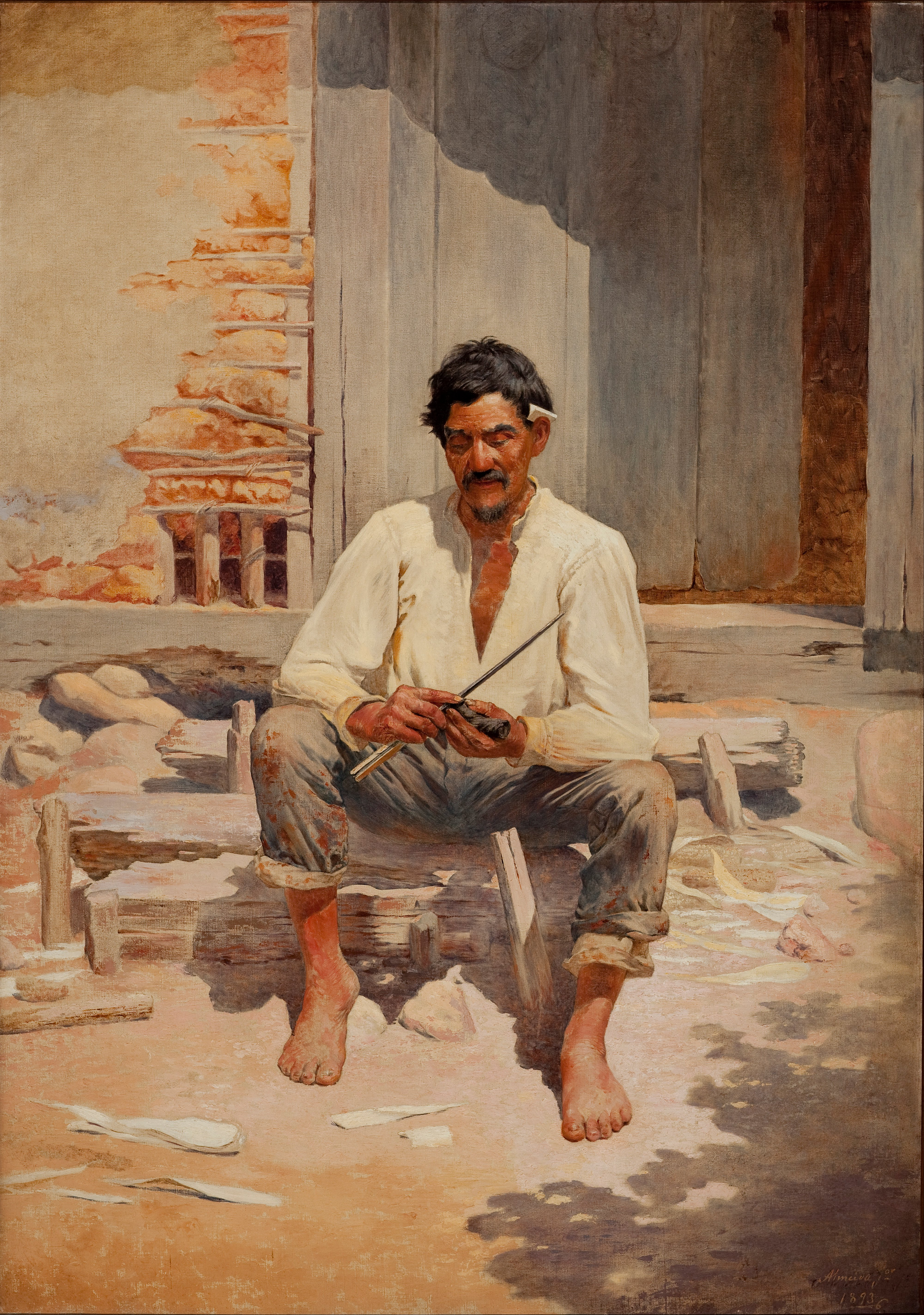
Селянин нарізає тютюн (порт. Caipira Picando Fumo), 1893
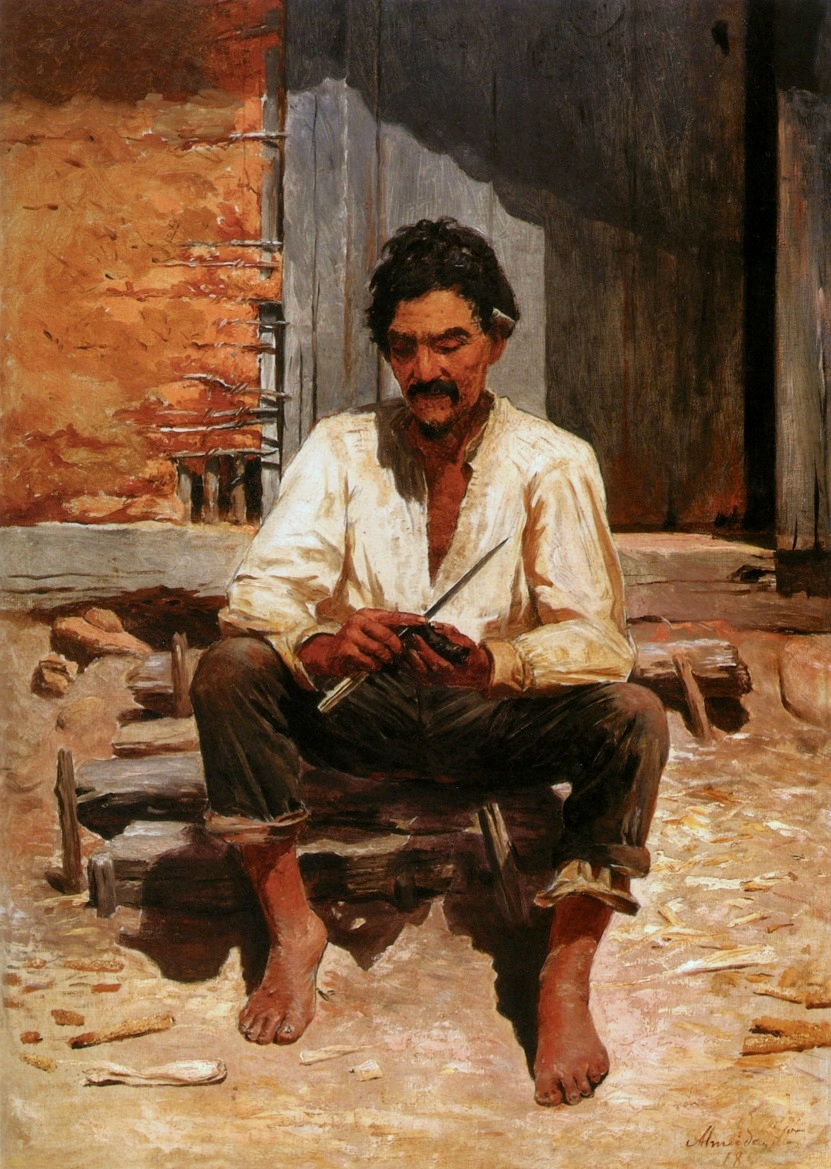
Селянин нарізає тютюн (порт. Caipira Picando Fumo), 1893
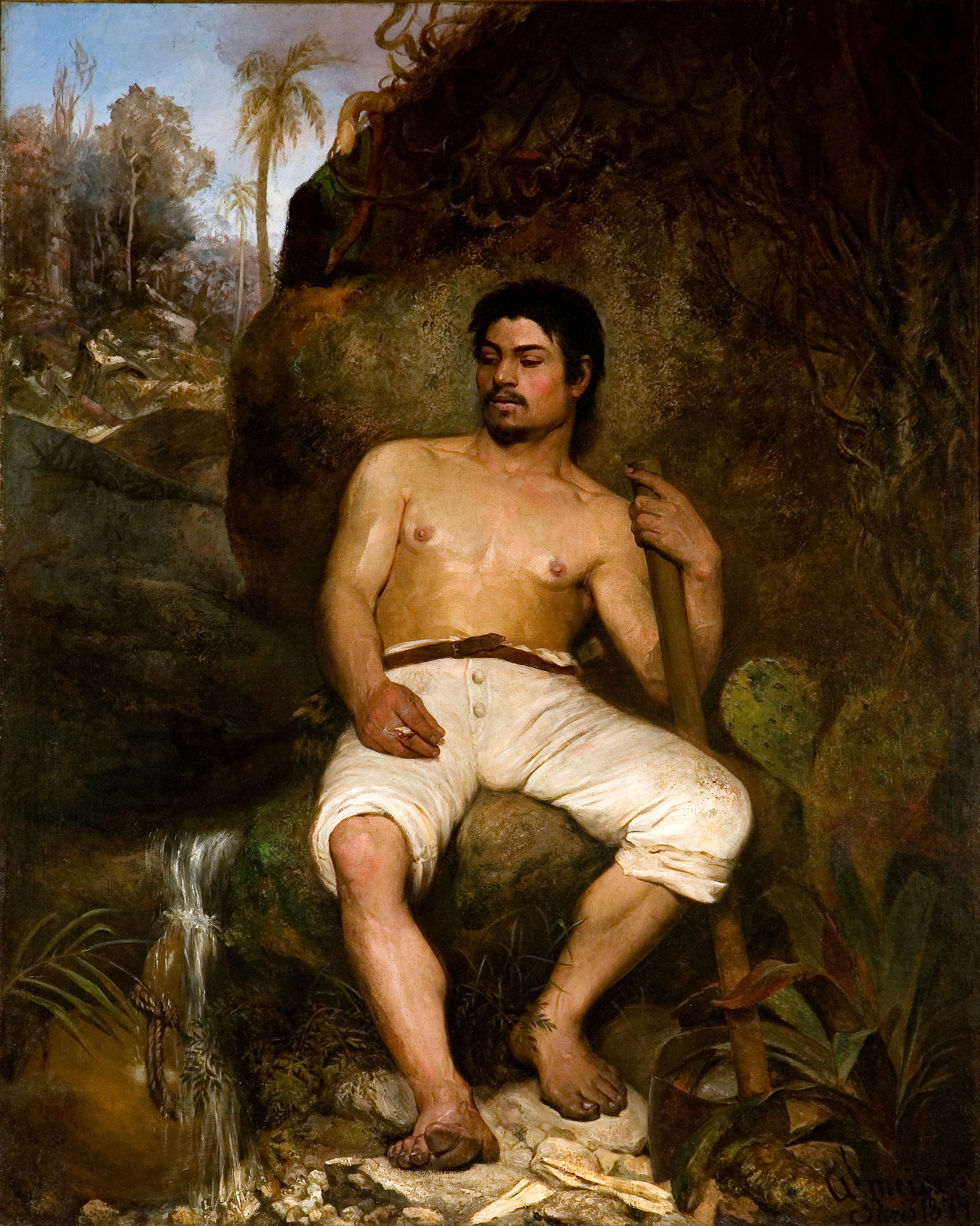
Бразильський лісоруб, 1875
Саудаде (1899)
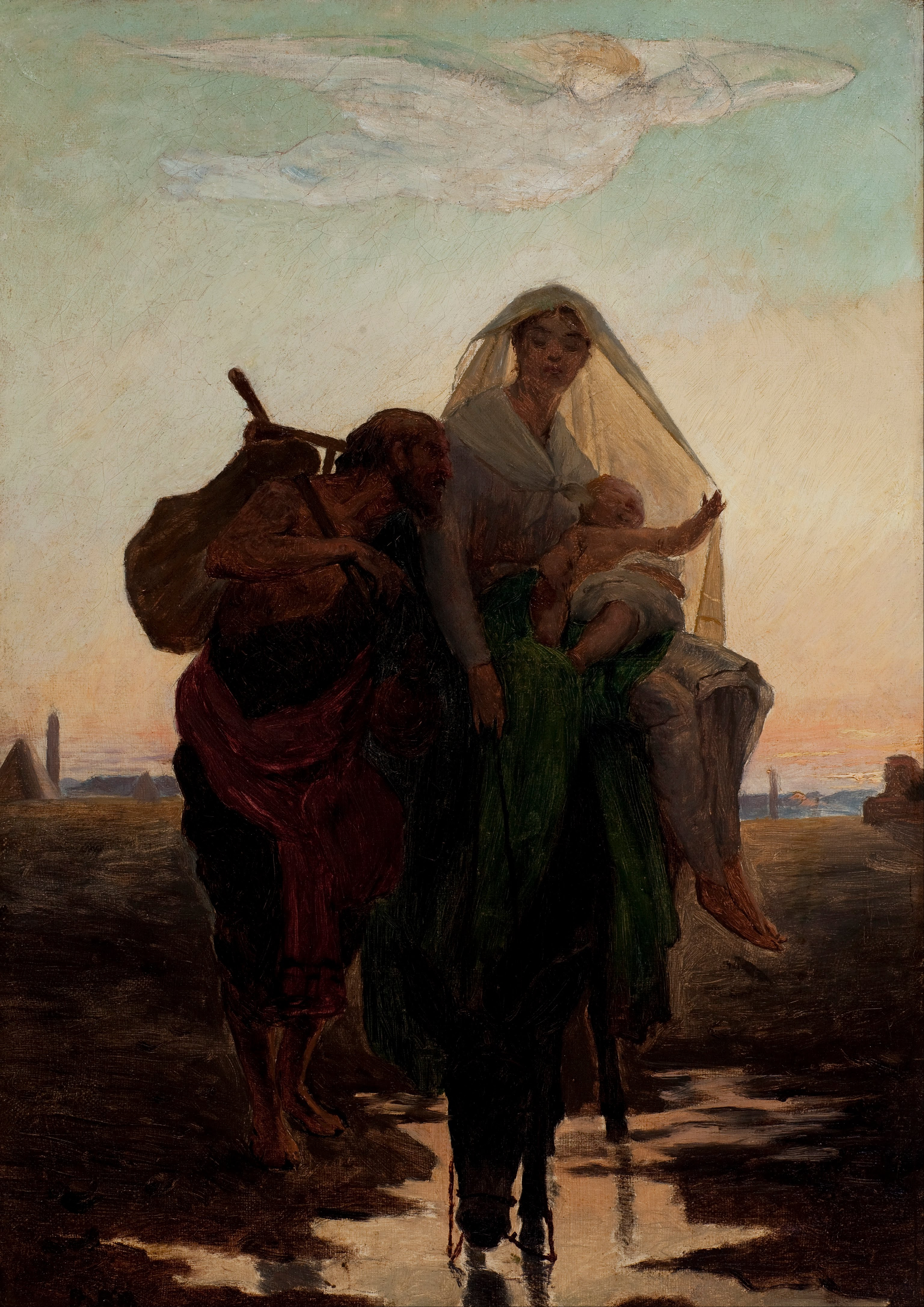
Study for "Flight of the Holy Family to Egypt" (1881)
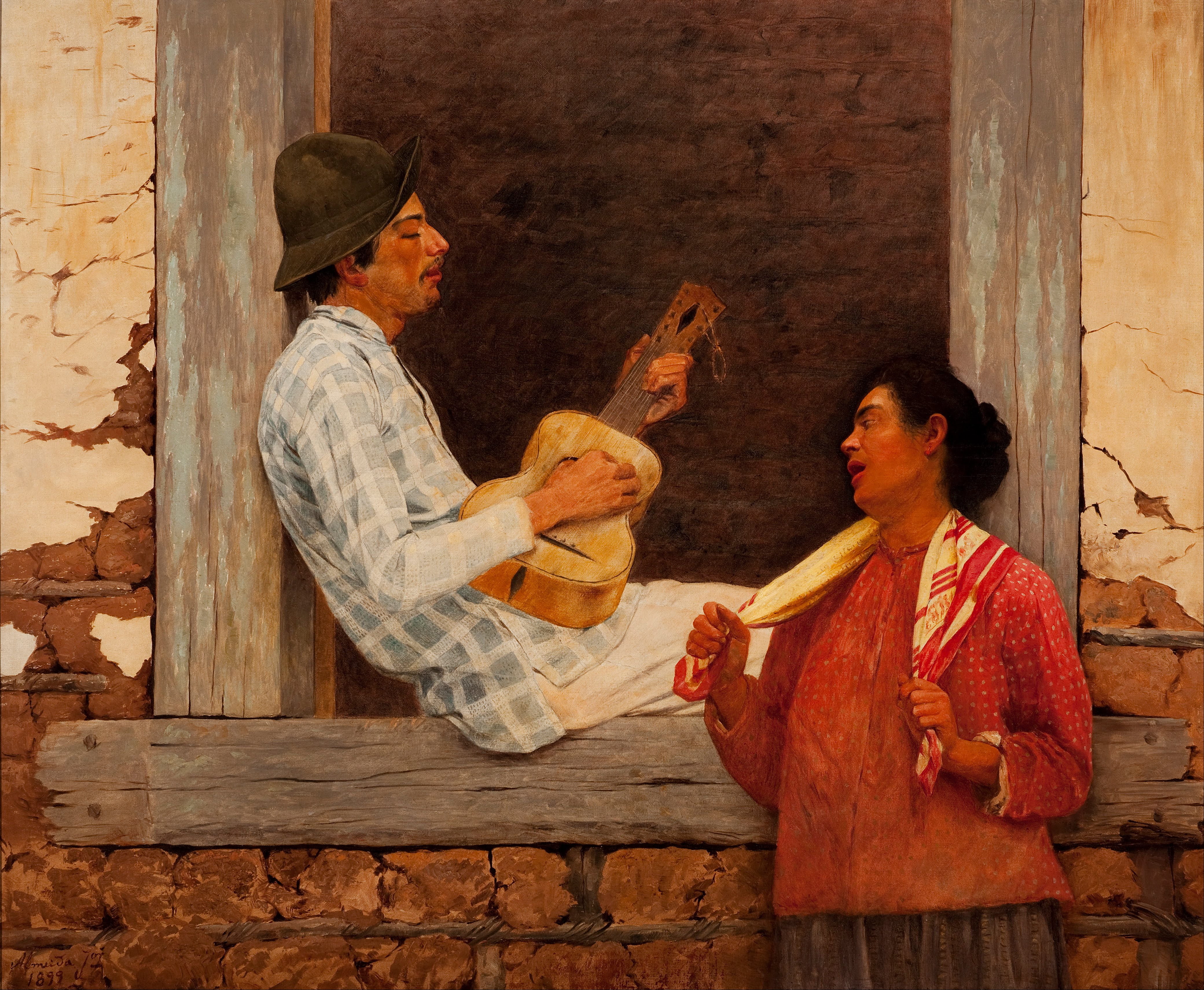
Гітарист
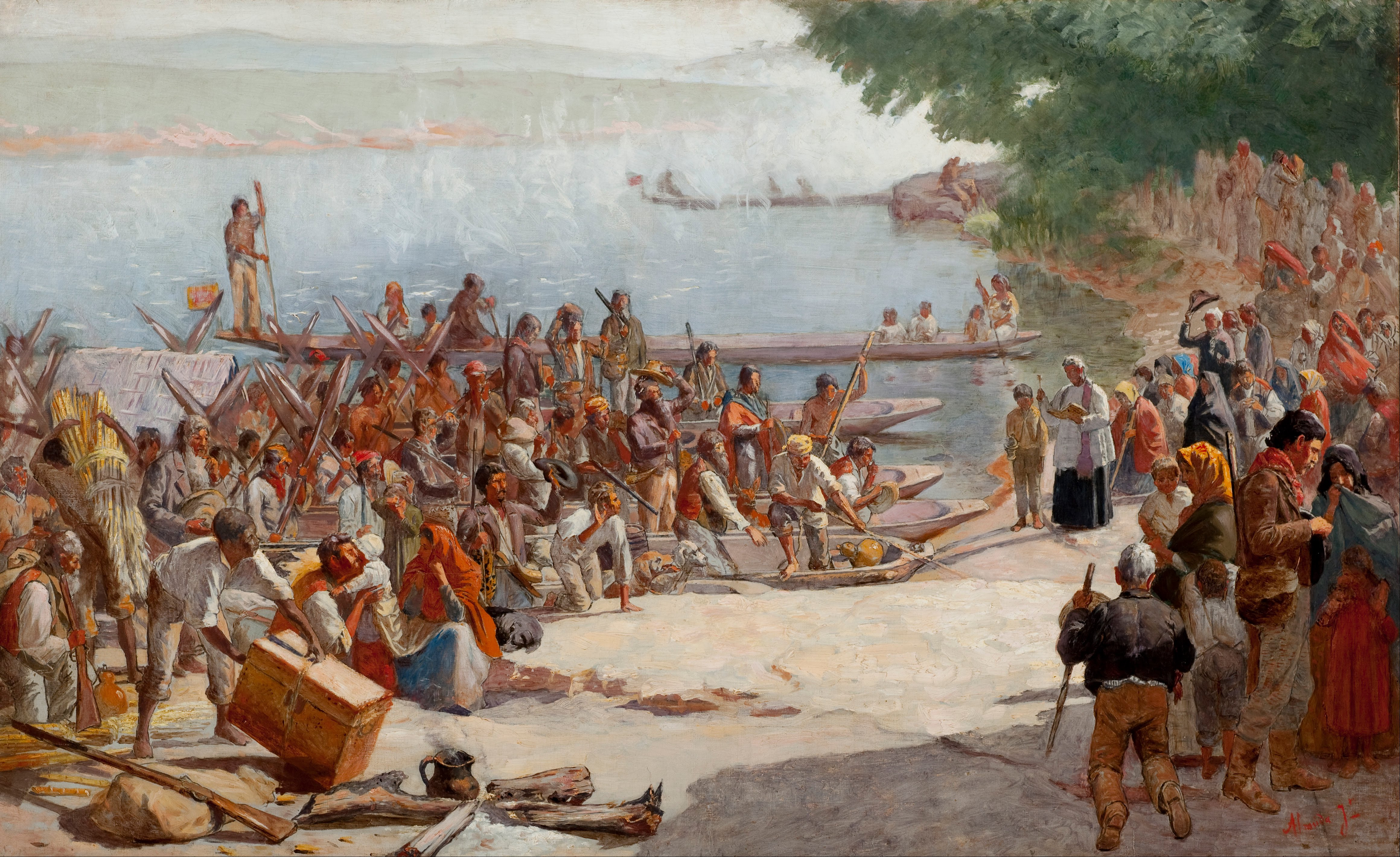
Study for "Departure of the Monção"
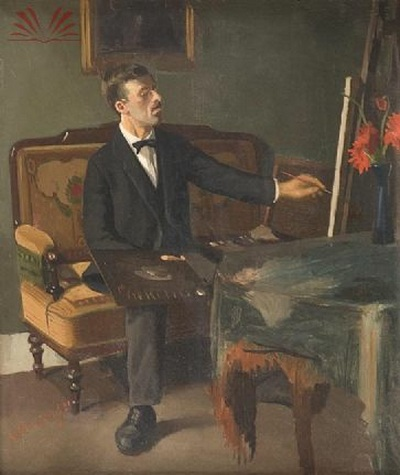
Художник
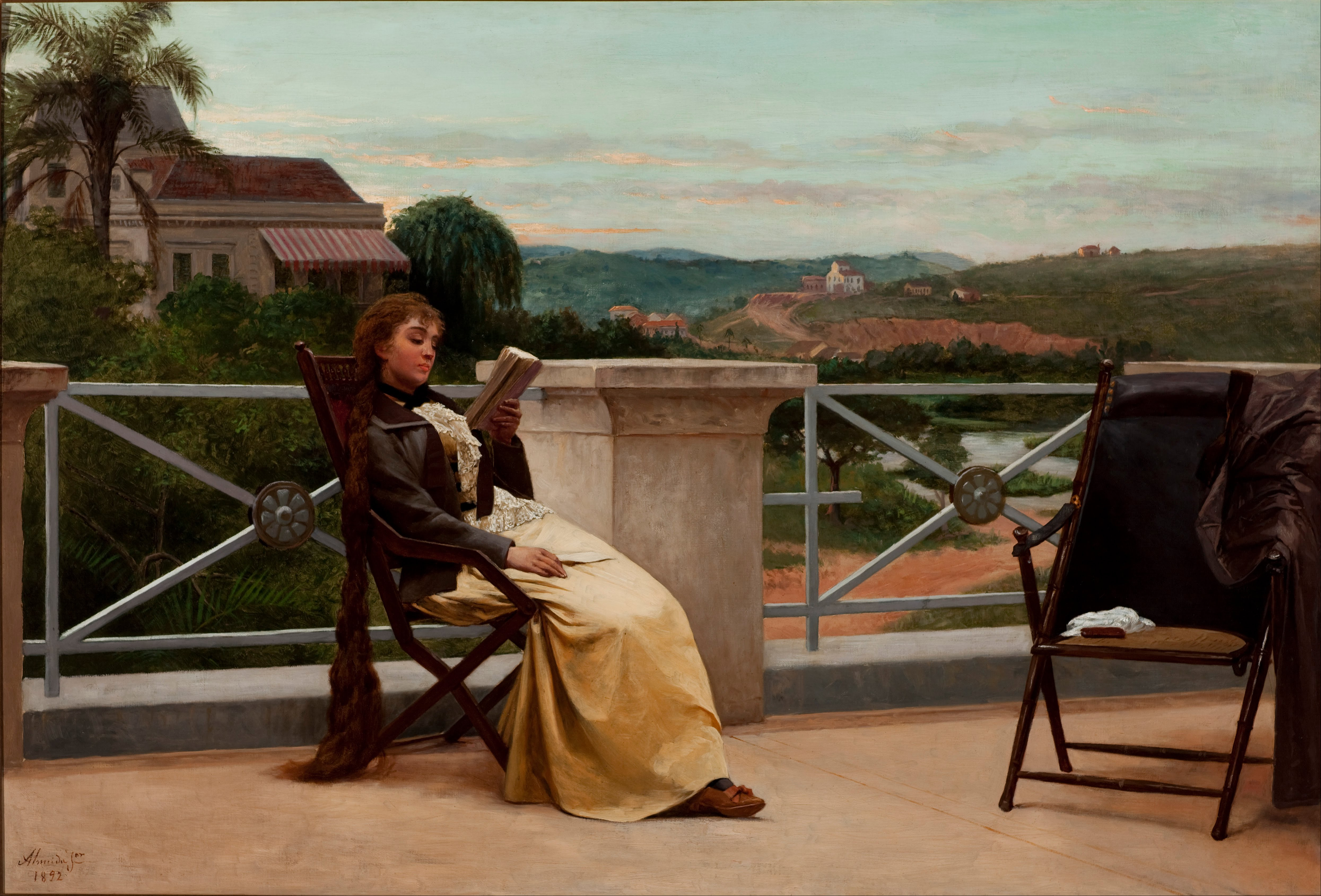
Читання (1892)
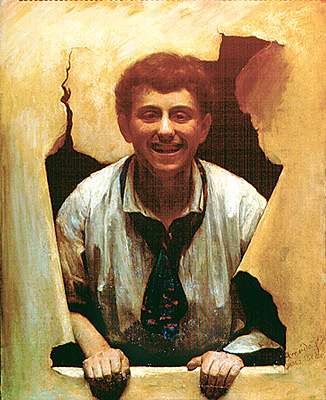
Хлопчик (1882)
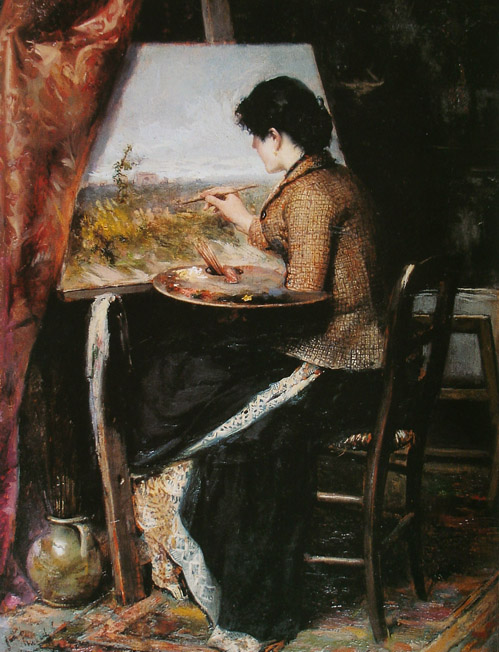
В ательє
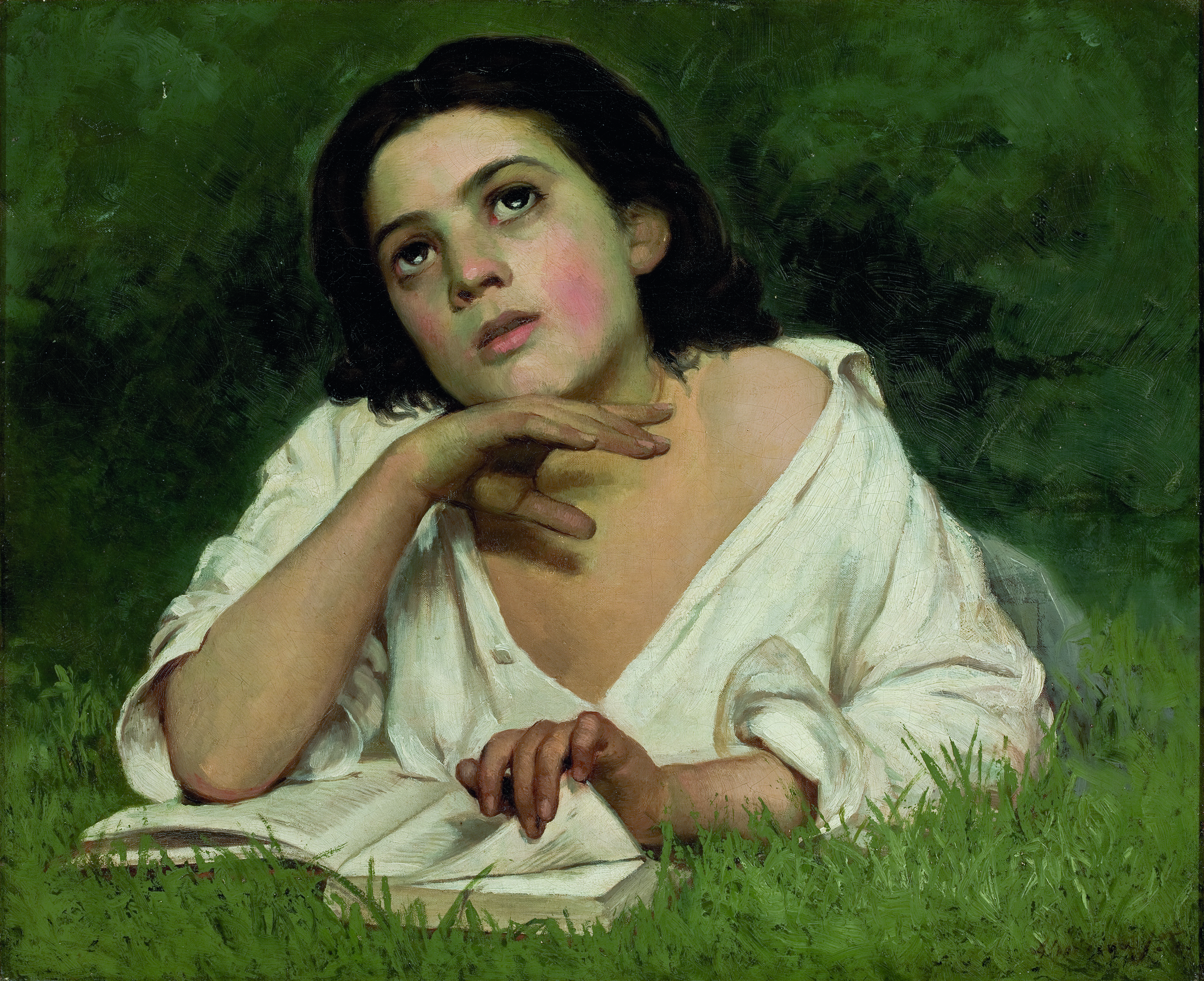
Дівчина з книжкою
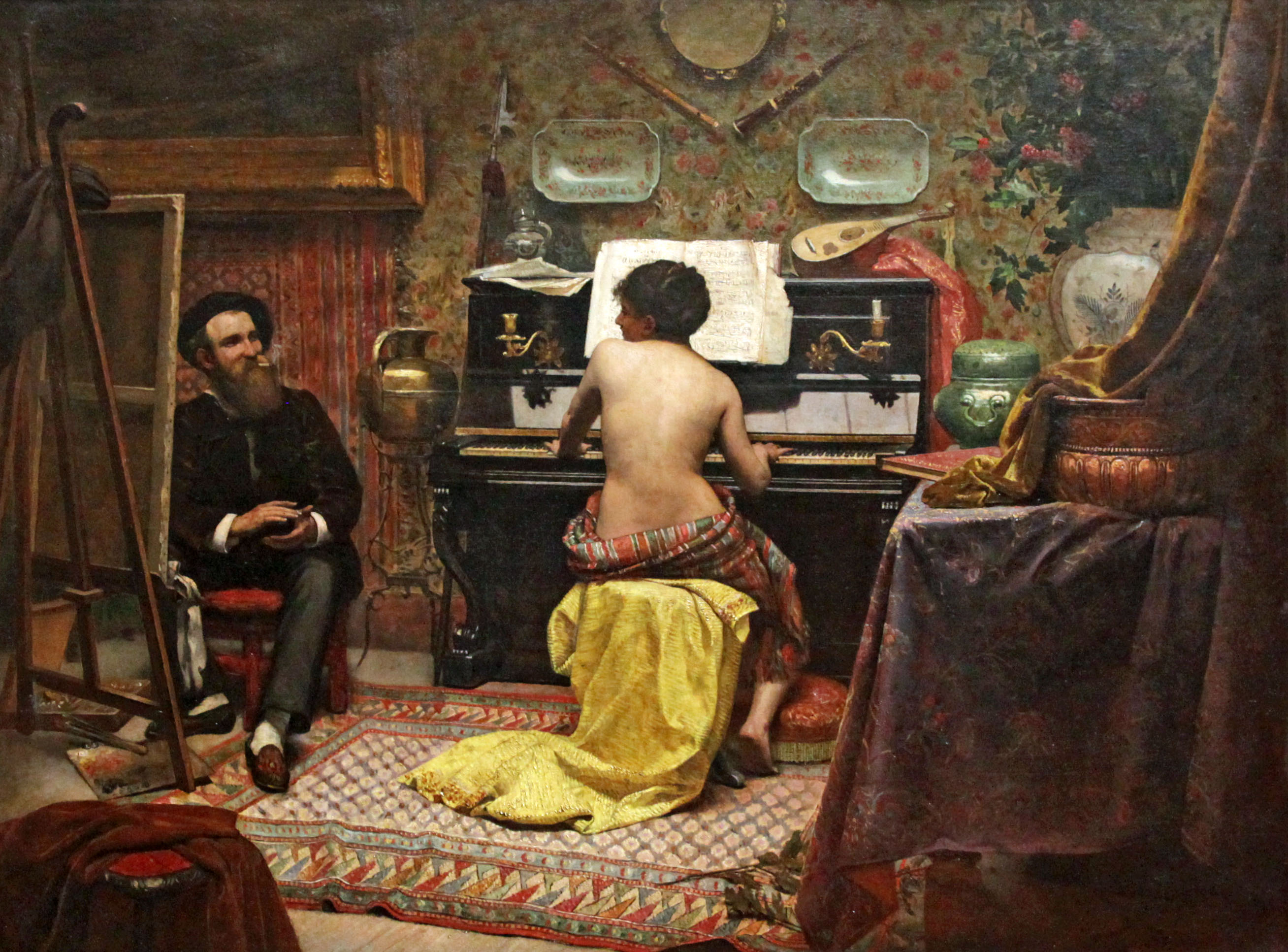
Відпочинок моделі, 1882, Öl auf Leinwand, 100 × 130 cm, Museu Nacional de Belas Artes, Rio de Janeiro
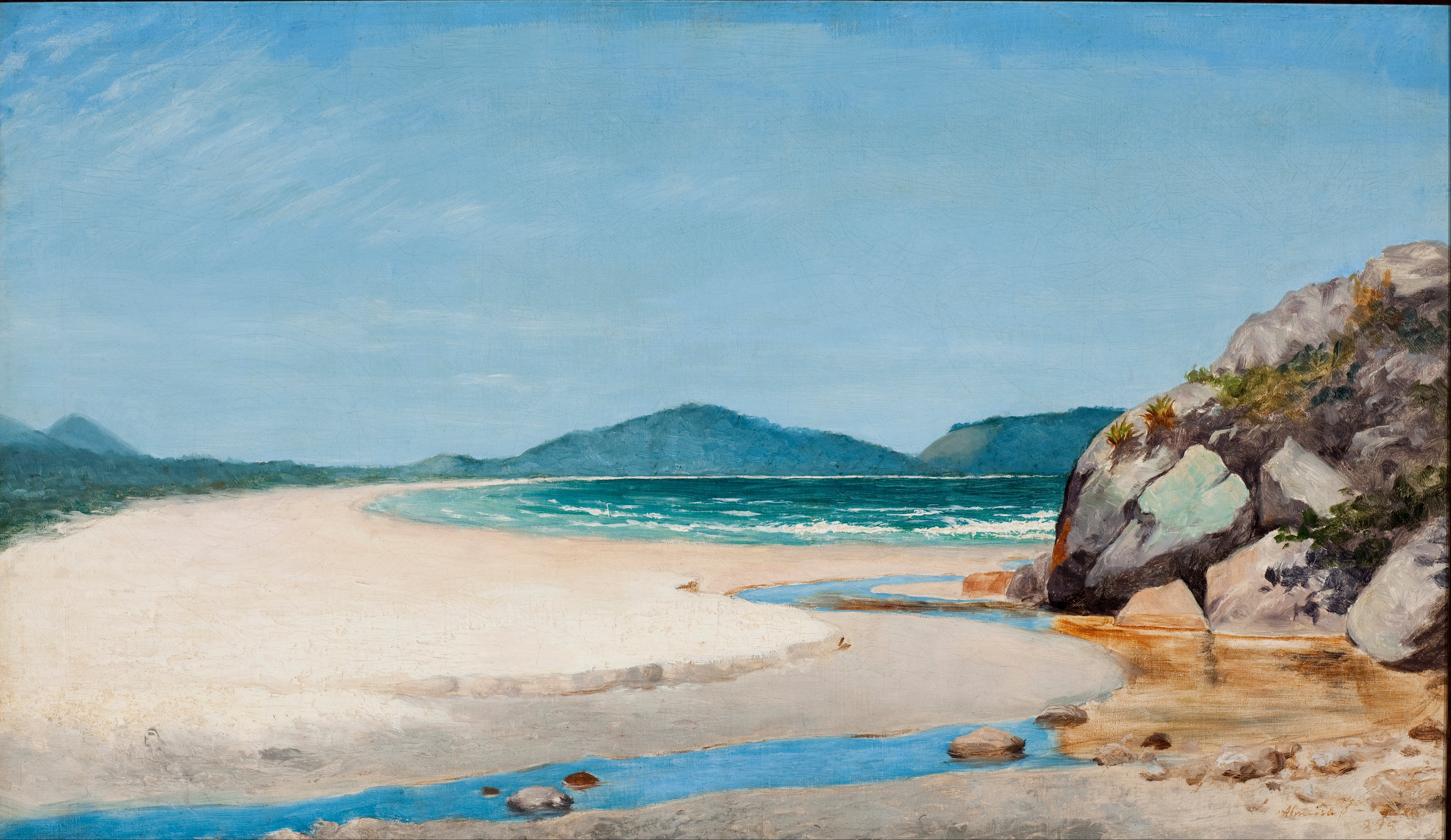
Морський пейзаж, Гуаружа
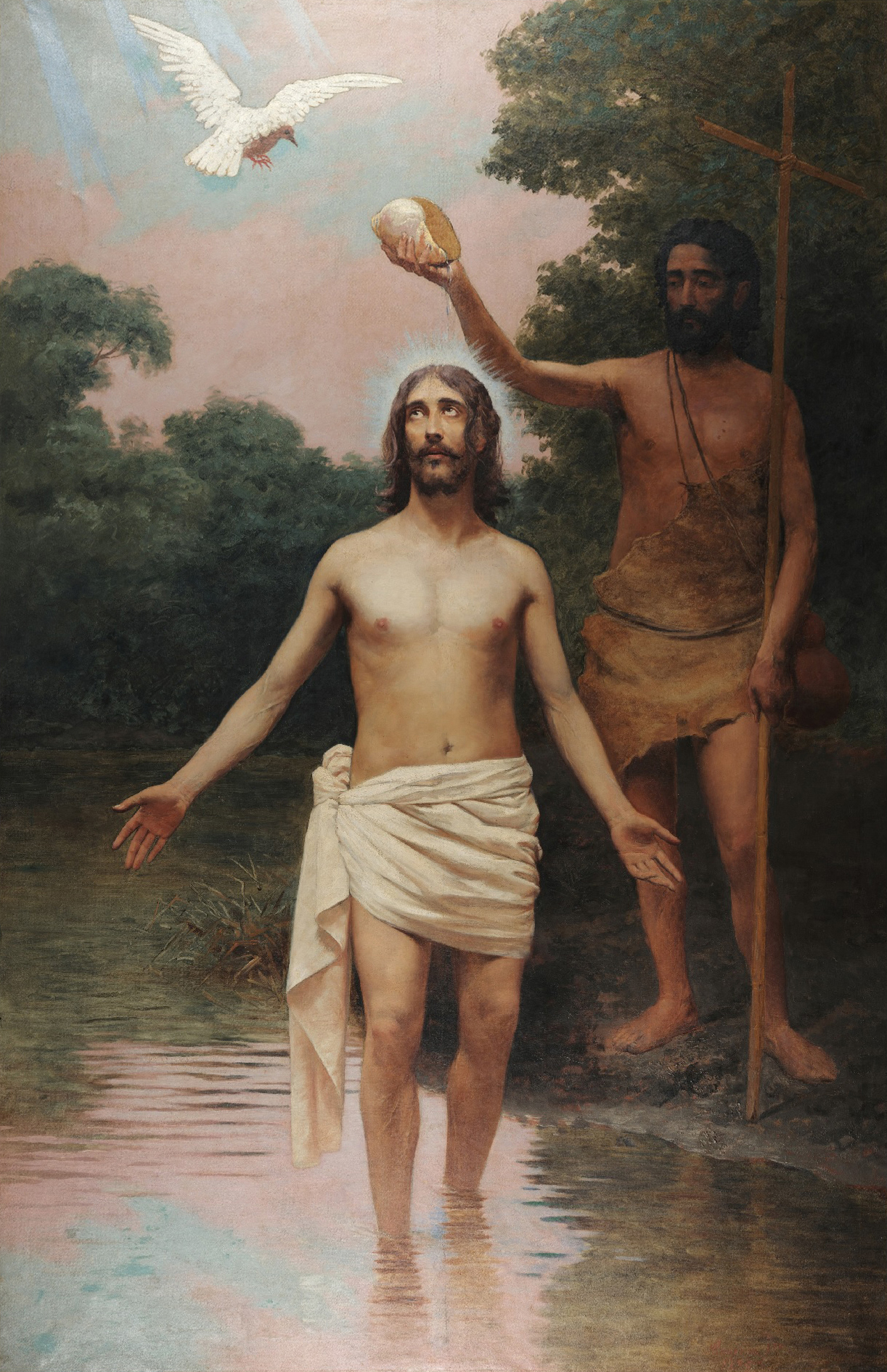
Хрещення Христа (1895)